# Buccinulum linea
Buccinulum linea is een slakkensoort uit de familie van de Buccinidae. De wetenschappelijke naam van de soort is voor het eerst geldig gepubliceerd in 1784 door Martyn.